# Emelina Peyrellade
Pour les articles homonymes, voir Peyrelade.
Peyrellade  Zaldívar est un nom espagnol. Le premier nom de famille, en général paternel, est Peyrellade ; le second, en général maternel, souvent omis, est Zaldívar.
Emelina Peyrellade Zaldívar (née à Camagüey à Cuba (Espagne) en 1842 et morte dans la même ville en 1877) est une écrivaine et traductrice espagnole.

## Biographie
Fille du publiciste français Emilio Peyrellade, elle reçoit, selon Domitila García Doménico de Coronado, une bonne éducation et un important bagage artistique et littéraire. 
Dès sa jeunesse, elle se consacre à la culture de l'écriture et se lie au milieu littéraire et aux écrivains cubains de Camagüey, se spécialisant dans la traduction de l'italien et du français vers l'espagnol.
Ses traductions ont été publiées dans diverses publications telles que El Fanal, El Oriente et El Popular. On notera en particulier Guillaume Tell, qui a paru dans El Fanal le 26 février 1861.